# NBA 1973/74
Die NBA-Saison 1973/74 war die 28. Saison der National Basketball Association (NBA) und begann am Dienstag, den 9. Oktober 1973, und endete regulär nach 697 Spielen am Mittwoch, den 27. März 1974. Die Postseason begann am Freitag, den 29. März, und endete am Sonntag, den 12. Mai, mit 4—3 Finalsiegen der Boston Celtics über die Milwaukee Bucks.

## Saisonnotizen
- Die Baltimore Bullets, die bereits 1963 von Chicago, Illinois umgesiedelt waren, zogen in die benachbarte Hauptstadtregion von Washington, D.C. und benannten sich um in die Capital Bullets.[1]
- Erster Draft-Pick in der NBA-Draft 1973 wurde Redbird Doug Collins von der Illinois State University für die Philadelphia 76ers. Rookie of the Year Ernie DiGregorio von den Friars des Providence Colleges wurde an dritter Stelle von den Buffalo Braves ausgewählt.[2]
- Das 24. All-Star-Game fand am Dienstag, den 15. Januar 1974, vor 14.360 Zuschauern im Seattle Center Coliseum von Seattle, Washington statt. Larry Costellos Western All-Stars besiegten Tom Heinsohns Eastern All-Stars mit 134—123. All-Star Game MVP wurde Bob Lanier von den Detroit Pistons.[3]
- Seit dieser Saison wurden Rebounds nach Defensiv- und Offensivrebounds unterschieden sowie Blocks und Steals gezählt. Prompt kam es zu neuen Rekorden. Nach 58 Defensivrebounds der Los Angeles Lakers am 19. Oktober errangen die Boston Celtics gegen die Capital Bullets am 17. März sogar 61. Offensiv hatten sie gegen dasselbe Team am 20. Oktober bereits 39 mal gereboundet. Bostons Defensivreboundquote von 37,5 hatte 45 Jahre Bestand und wurde erst 2018/19 von den Milwaukee Bucks auf 40,4 Defensivrebounds pro Spiel verbessert.
- Jerry West gelangen in seiner letzten Saison im Spiel seiner Lakers gegen die Seattle Supersonics am 7. Dezember immerhin 10 Steals. Mehr Balleroberungen gab es seitdem nur zweimal.

## Abschlusstabellen
Pl. = Rang,  = Für die Playoffs qualifiziert, Sp = Anzahl der Spiele, S—N = Siege—Niederlagen, % = Siegquote (Siege geteilt durch Anzahl der bestrittenen Spiele), GB = Rückstand auf den Führenden der Division in der Summe von Sieg- und Niederlagendifferenz geteilt durch zwei, Heim = Heimbilanz, Ausw. = Auswärtsbilanz, Neutr. = Bilanz auf neutralem Boden, Div. = Bilanz gegen die Divisionsgegner

### Eastern Conference

#### Atlantic Division
| Pl. | Mannschaft           | Sp | S—N   | %    | GB | Heim  | Ausw. | Neutr. | Div.  |
| --- | -------------------- | -- | ----- | ---- | -- | ----- | ----- | ------ | ----- |
| 1.  | Boston Celtics       | 82 | 56—26 | .683 | —  | 26—60 | 21—18 | 09—20  | 17—50 |
| 2.  | New York Knicks      | 82 | 49—33 | .598 | 7  | 28—13 | 21—19 | 00—10  | 10—12 |
| 3.  | Buffalo Braves       | 82 | 42—40 | .512 | 14 | 19—13 | 17—21 | 06—60  | 12—10 |
| 4.  | 0Philadelphia 76ers0 | 82 | 25—57 | .305 | 31 | 14—23 | 09—30 | 02—40  | 05—17 |

#### Central Division
| Pl. | Mannschaft          | Sp | S—N   | %    | GB | Heim  | Ausw. | Neutr. | Div.  |
| --- | ------------------- | -- | ----- | ---- | -- | ----- | ----- | ------ | ----- |
| 1.  | Capital Bullets     | 82 | 47—35 | .573 | —  | 31—10 | 15—25 | 01—00  | 14—80 |
| 2.  | Atlanta Hawks       | 82 | 35—47 | .427 | 12 | 23—18 | 12—25 | 00—40  | 13—90 |
| 3.  | Houston Rockets     | 82 | 32—50 | .390 | 15 | 18—23 | 13—25 | 01—20  | 09—13 |
| 4.  | Cleveland Cavaliers | 82 | 29—53 | .354 | 18 | 18—23 | 11—28 | 00—20  | 08—14 |

### Western Conference

#### Midwest Division
| Pl. | Mannschaft              | Sp | S—N   | %    | GB | Heim  | Ausw. | Neutr. | Div.  |
| --- | ----------------------- | -- | ----- | ---- | -- | ----- | ----- | ------ | ----- |
| 1.  | Milwaukee Bucks         | 82 | 59—23 | .720 | —  | 31—70 | 24—16 | 04—00  | 14—60 |
| 2.  | Chicago Bulls           | 82 | 54—28 | .659 | 5  | 32—90 | 21—19 | 01—00  | 13—70 |
| 3.  | 0Detroit Pistons0       | 82 | 52—30 | .634 | 7  | 29—12 | 23—17 | 00—10  | 09—11 |
| 4.  | Kansas City/Omaha Kings | 82 | 33—49 | .402 | 26 | 20—21 | 13—28 | 00—00  | 04—16 |

#### Pacific Division
| Pl. | Mannschaft            | Sp | S—N   | %    | GB | Heim  | Ausw. | Neutr. | Div.  |
| --- | --------------------- | -- | ----- | ---- | -- | ----- | ----- | ------ | ----- |
| 1.  | Los Angeles Lakers    | 82 | 47—35 | .573 | —  | 30—11 | 17—24 | 00—00  | 14—12 |
| 2.  | Golden State Warriors | 82 | 44—38 | .537 | 3  | 23—18 | 20—20 | 01—00  | 15—11 |
| 3.  | Seattle Supersonics   | 82 | 36—46 | .439 | 11 | 22—19 | 14—27 | 00—00  | 12—14 |
| 4.  | Phoenix Suns          | 82 | 30—52 | .366 | 17 | 24—17 | 06—34 | 00—10  | 11—15 |
| 5.  | Portland Trailblazers | 82 | 27—55 | .329 | 20 | 22—19 | 05—34 | 00—20  | 13—13 |

## Ehrungen
- Most Valuable Player 1973/74: Kareem Abdul-Jabbar, Milwaukee Bucks
- Rookie of the Year 1973/74: Ernie DiGregorio, Buffalo Braves
- Coach of the Year 1973/74: Ray Scott, Detroit Pistons
- Executive of the Year 1973/74: Eddie Donovan, Buffalo Braves
- All-Star Game MVP 1974: Bob Lanier, Detroit Pistons
- NBA-Finals MVP 1974: John Havlicek, Boston Celtics

| - All-NBA First Team: - John Havlicek, Boston Celtics - Rick Barry, Golden State Warriors - Kareem Abdul-Jabbar, Milwaukee Bucks - Walt Frazier, New York Knickerbockers - Gail Goodrich, Los Angeles Lakers                                                       | - All-NBA Second Team: - Elvin Hayes, Capital Bullets - Spencer Haywood, Seattle Supersonics - Bob McAdoo, Buffalo Braves - Dave Bing, Detroit Pistons - Norm Van Lier, Chicago Bulls                                                      |
| - All-Rookie Team: - Ernie DiGregorio, Buffalo Braves - Ron Behagen, Kansas City/Omaha Kings - Mike Bantom, Phoenix Suns - John Brown, Atlanta Hawks - Nick Weatherspoon, Capital Bullets                                                                          | |
| - All-Defensive First Team: - Dave DeBusschere, New York Knickerbockers - John Havlicek, Boston Celtics - Kareem Abdul-Jabbar, Milwaukee Bucks - Norm Van Lier, Chicago Bulls - Walt Frazier, New York Knickerbockers * (tie) - Jerry Sloan, Chicago Bulls * (tie) | - All-Defensive Second Team: - Elvin Hayes, Capital Bullets - Bob Love, Chicago Bulls - Nate Thurmond, Golden State Warriors - Don Chaney, Boston Celtics - Nick Van Arsdale, Phoenix Suns * (tie) - Jim Price, Los Angeles Lakers * (tie) |

## Führende Spieler in Einzelwertungen
| Kategorie        | Spieler          | Mannschaft            | Wert     |
| ---------------- | ---------------- | --------------------- | -------- |
| Punkte/Spiel ∆   | Bob McAdoo       | Buffalo Braves        | 30,6 PpS |
| Wurfquote †      | Bob McAdoo       | Buffalo Braves        | 54,7 %   |
| Freiwurfquote ‡  | Ernie DiGregorio | Buffalo Braves        | 90,2 %   |
| Assists/Spiel ∆  | Ernie DiGregorio | Buffalo Braves        | 8,2 ApS  |
| Rebounds/Spiel ∆ | Elvin Hayes      | Capital Bullets       | 18,1 RpS |
| Steals/Spiel ∆   | Larry Steele     | Portland Trailblazers | 2,68 SpS |
| Blocks/Spiel ∆   | Elmore Smith     | Los Angeles Lakers    | 4,85 BpS |

∆ 70 Spiele erforderlich.

† 560 Würfe erforderlich. McAdoo nahm 1647 Schüsse und traf 901 mal.

‡ 160 Freiwurfversuche erforderlich. DiGrigorio traf 174 von 193.

- Mit 319 beging Kevin Porter von den Capital Bullets die meisten Fouls. Mike Bantom von den Phoenix Suns war mit 15 mal am häufigsten fouled out.
- Seit der Saison 1969/70 werden den Statistiken in den Kategorien „Punkte“, „Assists“ und „Rebounds“ nicht länger die insgesamt erzielten Leistungen zu Grunde gelegt, sondern die Quote pro Spiel.[4]
- Elvin Hayes von den Capital Bullets stand in 81 Einsätzen 44,5 Minuten pro Spiel auf dem Parkett. Er hatte mit insgesamt 3602 Minuten auch die insgesamt längste Einsatzzeit.
- Den besten Punkteschnitt der Saison hatte Bob McAdoo mit 30,6 Punkten pro Spiel. Bei 2261 Punkten in 74 Einsätzen hatte er neben der besten Wurfquote auch den besten Gesamtwert.
- Ernie DiGregorio verwandelte mit der besten Freiwurfquote die insgesamt vierundsechzigstmeisten Freiwürfe. Seine Quote ist die höchste eines Rookies in der NBA-Geschichte. Mit 508 bei einer Quote von 86,4 % warf Gail Goodrich von den Los Angeles Lakers die meisten Freiwürfe.
- Ernie DiGregorio gewährte bei der besten Quote von 8,2 Assists pro Spiel mit 663 Assists die insgesamt meisten der Liga in 81 Spielen.
- Elvin Hayes hatte mit 1463 auch die insgesamt meisten Rebounds, die meisten Offensivrebounds mit 354 und die meisten Defensivrebounds. 1109 Defensivrebounds wurden bislang lediglich von Kareem Abdul-Jabbar um zwei in der Saison 1975/76 übertroffen. Am 17. November 1973 errang Hayes bei den Atlanta Hawks 28 Defensivrebounds, ebenfalls lediglich von Abdul-Jabbar um einen übertroffen (Stand: 2020).
- Larry Steele hatte neben der besten Stealrate von 2,68 SpS auch insgesamt die meisten Steals mit 217 in 81 Spielen.
- Elmore Smith hatte neben der besten Blockrate von 4,85 BpS mit 393 auch die meisten Blocks in 81 Spielen. Beide Saisonleistungen wurden seither erst je zweimal übertroffen. Seine elf Blocks in einer Halbzeit und 17 im gesamten Spiel am 28. Oktober gegen die Trailblazers sind unerreicht seit der Zählung von Blocks.

## Playoffs-Baum
| Conference-Halbfinals | Conference-Halbfinals | Conference-Halbfinals |    |                 | Conference-Finals | Conference-Finals | Conference-Finals |  |  | NBA-Finals | NBA-Finals | NBA-Finals |
|                       |                       |                       |    |                 |                   |                   |                   |  |  |            |            |            |
| W1                    | Milwaukee Bucks       | 4                     |    |                 |                   |                   |                   |  |  |            |            |            |
| W4                    | Los Angeles Lakers    | 1                     |    |                 |                   |                   |                   |  |  |            |            |            |
| W4                    | Los Angeles Lakers    | 1                     | W1 | Milwaukee Bucks | 4                 |                   |                   |  |  |            |            |            |
| Western Conference    |                       |                       | W1 | Milwaukee Bucks | 4                 |                   |                   |  |  |            |            |            |
|                       | W2                    | Chicago Bulls         | 0  |                 |                   |                   |                   |  |  |            |            |            |
| W2                    | W2                    | Chicago Bulls         | 0  | Chicago Bulls   | 4                 |                   |                   |  |  |            |            |            |
| W2                    |                       |                       |    | Chicago Bulls   | 4                 |                   |                   |  |  |            |            |            |
| W3                    | Detroit Pistons       | 3                     |    |                 |                   |                   |                   |  |  |            |            |            |
| W3                    | Detroit Pistons       | 3                     | W1 | Milwaukee Bucks | 3                 |                   |                   |  |  |            |            |            |
|                       |                       |                       |    | Milwaukee Bucks | 3                 |                   |                   |  |  |            |            |            |
|                       | E1                    | Boston Celtics        | 4  |                 |                   |                   |                   |  |  |            |            |            |
| E3                    | E1                    | Boston Celtics        | 4  | Capital Bullets | 3                 |                   |                   |  |  |            |            |            |
| E3                    |                       |                       |    | Capital Bullets | 3                 |                   |                   |  |  |            |            |            |
| E2                    | New York Knicks       | 4                     |    |                 |                   |                   |                   |  |  |            |            |            |
| E2                    | New York Knicks       | 4                     | E2 | New York Knicks | 1                 |                   |                   |  |  |            |            |            |
| Eastern Conference    |                       |                       | E2 | New York Knicks | 1                 |                   |                   |  |  |            |            |            |
|                       | E1                    | Boston Celtics        | 4  |                 |                   |                   |                   |  |  |            |            |            |
| E4                    | E1                    | Boston Celtics        | 4  | Buffalo Braves  | 2                 |                   |                   |  |  |            |            |            |
| E4                    |                       |                       |    | Buffalo Braves  | 2                 |                   |                   |  |  |            |            |            |
| E1                    | Boston Celtics        | 4                     |    |                 |                   |                   |                   |  |  |            |            |            |

## Playoffs-Ergebnisse
Die Playoffs begannen am 29. März und wurden in den Conference-Halbfinals, den Conference-Finals und den NBA-Finals nach dem Modus Modus „Best of Seven“ ausgetragen. Die beiden besten Teams einer Division kamen in die Playoffs und wurden dem anderen Seed der jeweils anderen Division der eigenen Conference zugeordnet. Die Divisionssieger hatten jedoch seit letzter Saison nicht länger Heimrecht, sondern das Team mit der besseren Saisonbilanz.
Oscar Robertson von den Milwaukee Bucks gewährte 149 Assists in seiner letzten Postseason, Teamkamerad Kareem Abdul-Jabbar errang 253 Rebounds und erzielte 515 Punkte. Ihm gelangen gegen Chicago auch die meisten Körbe (65) und Defensivrebounds (62) einer Vier-Spiele-Playoff-Serie. Mit 56,1 % hatte Milwaukee die beste Wurfquote. Insgesamt warf Portland 1985 acht Körbe mehr als Milwaukee (198). Milwaukee wurden mit 57 die wenigsten Freiwurfversuche zugesprochen.
Die Pistons gewährten sich am 5. April gegen die Chicago Bulls lediglich 5 Assists. Das war zuvor nur den Celtics 1960 gelungen.
Im Spiel zwischen Boston und Buffalo am 30. März gelang den Braves kein einziger Steal. Am 6. April verwandelten beide Teams jeweils lediglich 6 Freiwürfe. Nur fünf andere Teams wiederholten dies. Don Nelson von den Celtics hatte in jenem Spiel aber eine Wurfquote von 100 % bei 10 Körben. Tom Kozelko von den Bullets am 12. April ebenfalls bei hingegen 8 Körben. Eine 100 %-Quote bei mindestens 8 Körben gab es bislang 17 mal (Stand: 2020).

### Eastern Conference-Halbfinals
Boston Celtics 4, Buffalo Braves 2

Sonnabend, 30. März: Boston 107 – 97 Buffalo

Dienstag, 2. April: Buffalo 115 – 105 Boston

Mittwoch, 3. April: Boston 120 – 107 Buffalo

Sonnabend, 6. April: Buffalo 104 – 102 Boston

Dienstag, 9. April: Boston 100 – 97 Buffalo

Freitag, 12. April: Buffalo 104 – 106 Boston
New York Knickerbockers 4, Capital Bullets 3

Freitag, 29. März: New York 102 – 91 Capital

Sonntag, 31. März: Capital 99 – 87 New York

Dienstag, 2. April: New York 79 – 88 Capital

Freitag, 5. April: Capital 93 – 101 New York (n. V.)

Sonntag, 7. April: New York 106 – 105 Capital

Mittwoch, 10. April: Capital 109 – 92 New York

Freitag, 12. April: New York 91 – 81 Capital

### Western Conference-Halbfinals
Milwaukee Bucks 4, Los Angeles Lakers 1

Freitag, 29. März: Milwaukee 99 – 95 Los Angeles

Sonntag, 31. März: Milwaukee 109 – 90 Los Angeles

Dienstag, 2. April: Los Angeles 98 – 96 Milwaukee

Donnerstag, 4. April: Los Angeles 90 – 112 Milwaukee

Sonntag, 7. April: Milwaukee 114 – 92 Los Angeles
Chicago Bulls 4, Detroit Pistons 3

Freitag, 30. März: Chicago 88 – 97 Detroit

Montag, 1. April: Detroit 103 – 108 Chicago

Freitag, 5. April: Chicago 84 – 83 Detroit

Sonntag, 7. April: Detroit 102 – 87 Chicago

Dienstag, 9. April: Chicago 98 – 94 Detroit

Donnerstag, 11. April: Detroit 92 – 88 Chicago

Sonnabend, 13. April: Chicago 96 – 94 Detroit

### Eastern Conference-Finals
Boston Celtics 4, New York Knickerbockers 1

Sonntag, 14. April: Boston 113 – 88 New York

Dienstag, 16. April: New York 99 – 111 Boston

Freitag, 19. April: Boston 100 – 103 New York

Sonntag, 21. April: New York 91 – 98 Boston

Mittwoch, 24. April: Boston 105 – 94 New York

### Western Conference-Finals
Milwaukee Bucks 4, Chicago Bulls 0

Dienstag, 16. April: Milwaukee 101 – 85 Chicago

Donnerstag, 18. April: Chicago 111 – 113 Milwaukee

Sonnabend, 20. April: Milwaukee 113 – 90 Chicago

Montag, 22. April: Chicago 99 – 115 Milwaukee

## NBA-Finals

### Boston Celtics vs. Milwaukee Bucks
Kareem Abdul-Jabbar hatte die höchste Einsatzquote (49,3 Minuten pro Spiel) aller Finalserien und stand auch mit den meisten Minuten (345) einer Sieben-Spiele-Playoff-Serie insgesamt auf dem Parkett. Er verwandelte in sieben Finalspielen 97 Körbe, nur vier weniger als Elgin Baylor 1962. Darüber hinaus erzielte er in jedem Spiel der Finalserie 20 oder mehr Punkte – eine Leistung, die lediglich sechs weiteren Spielern achtmal gelang.
Die Milwaukee Bucks hatten die wenigsten Steals einer Siebener-Playoff-Serie (21), dabei am 10. Mai nur einen einzigen (wenigstens dieser Wert wurde 2017 von Cleveland übertroffen), und die meisten Ballverluste einer Siebener-Finalserie (142). Boston hatte dafür die wenigsten Blocks einer Siebener-Playoff-Serie (7) und blockte am 5. und am 10. Mai gar keine Schüsse. Ein Wert, der seit Beginn der Zählung von Blocks in dieser Saison 1973/74 insgesamt 14 mal in den Finals erreicht wurde.
Dabei waren die Finals durchaus umkämpft und gingen über die volle Distanz und mit drei Verlängerungen sogar darüber hinaus. Und auch, wenn sich ein Wachwechsel zwischen älterer und jüngerer Generation andeutete, führte John Havlicek, sechsfacher NBA-Meister mit Boston, seine Celtics im Alter von 34 Jahren ein letztes Mal zum Titel. „Hondo“, wie sie ihn nannten, gelangen am 3. Mai 6 Balleroberungen, nur Robert Horry hatte 1995 7 Steals. Die wenigsten Punkte zweier Teams in einer Verlängerung, nämlich jeweils 4, gab es in der ersten Verlängerung des Spiels am 10. Mai. In der zweiten Verlängerung drehte Hondo auf: Ihm gelangen 9 Punkte. Nur zwei weiteren Spielern (u. a. dem heutigen Celtics Manager Danny Ainge) gelang das gleiche Kunststück (Stand: 2020).
Die Finalergebnisse:

Sonntag, 28. April: Milwaukee 83 – 98 Boston

Dienstag, 30. April: Milwaukee 105 – 96 Boston (n. V.)

Freitag, 3. Mai: Boston 95 – 83 Milwaukee

Sonntag, 5. Mai: Boston 89 – 97 Milwaukee

Dienstag, 7. Mai: Milwaukee 87 – 96 Boston

Freitag, 10. Mai: Boston 101 – 102 Milwaukee (n. 2. V.)

Sonntag, 12. Mai: Milwaukee 87 – 102 Boston
Die Boston Celtics werden mit 4—3 Siegen zum zwölften Mal NBA-Meister.

## Die Meistermannschaft der Boston Celtics
| Don Chaney, Dave Cowens, Steve Downing, Hank Finkel, Phil Hankinson, John Havlicek, Steve Kuberski, Don Nelson, Paul Silas, Paul Westphal, Jo Jo White, Art Williams Head Coach Tom Heinsohn |